# Studentenwohnheim

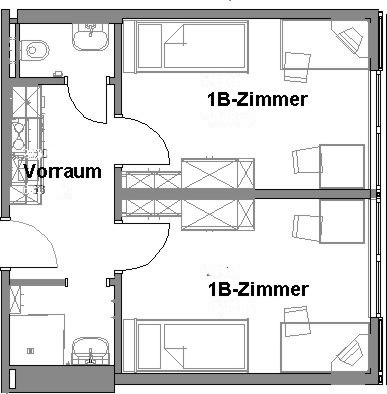
Beispielhafter Grundriss einer studentischen 2er-Wohngemeinschaft

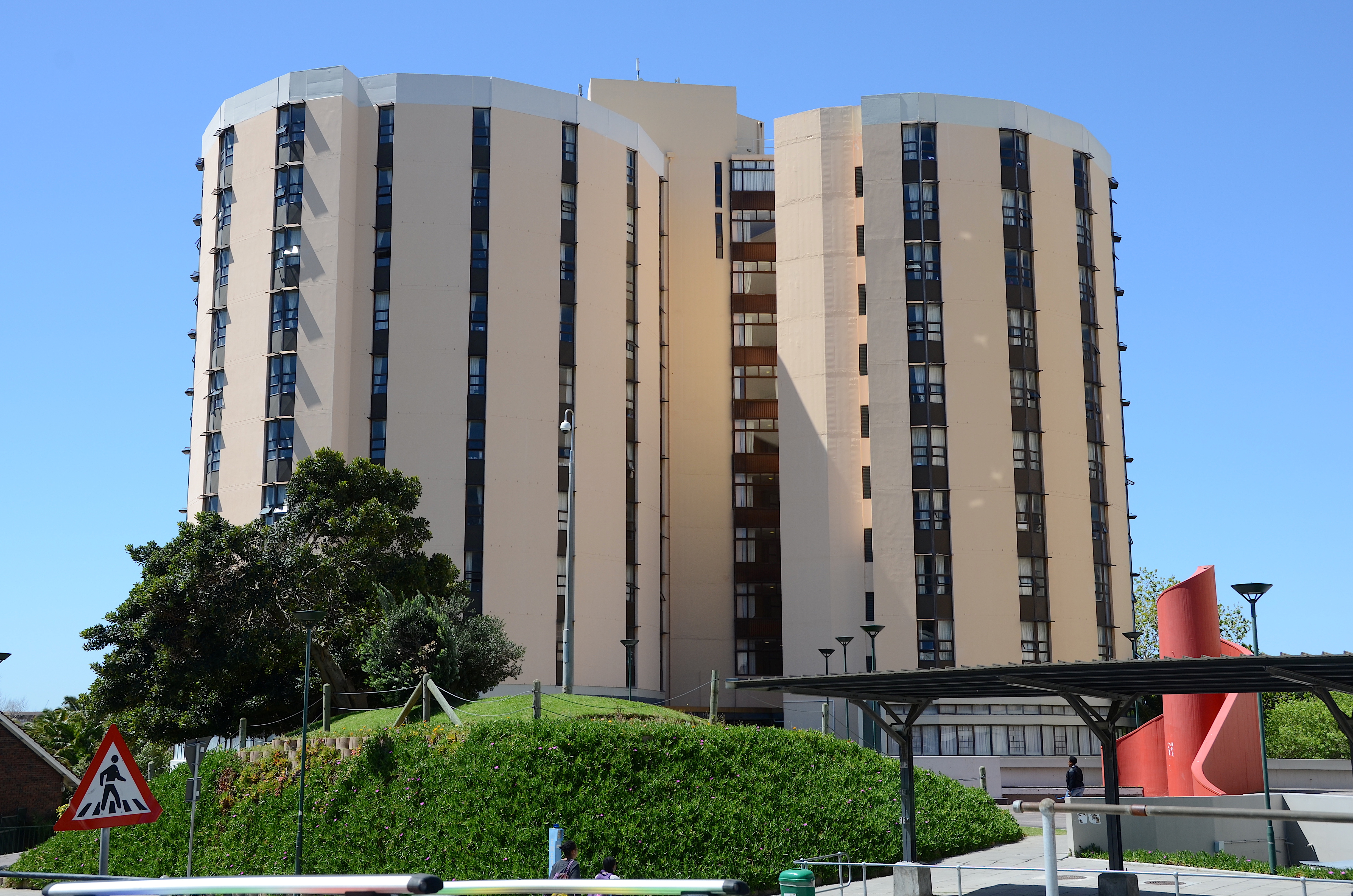
Studentenwohnheim, Campus Universität Kapstadt

Ein Studentenwohnheim oder Studierendenwohnheim (teilweise auch Studentenwohnanlage, Studentendorf oder kurz Studentenheim genannt) ist eine Unterkunft für Studenten. Sie können hier während des Studiums kostengünstig wohnen, meist in kleinen Einzelzimmern, Studiowohnungen oder in Wohngemeinschaften.
In den USA und in Großbritannien sind die Unterkünfte der Studenten oft in einen verwaltungsorganisatorisch zusammengehörenden Campus integriert. In Großbritannien sind zum Teil noch Schlafsäle üblich, in den USA sind größere Wohnheimkomplexe Standard. In Deutschland und Österreich gibt es zahlreiche eigene Trägervereine, die den Studenten die Wohnplätze vermieten. Die deutschen Studierendenwerke etwa vermieten mit Stand von 2023 rund 196.000 Wohnheimplätze.

## Situation in verschiedenen Ländern

### Deutschland

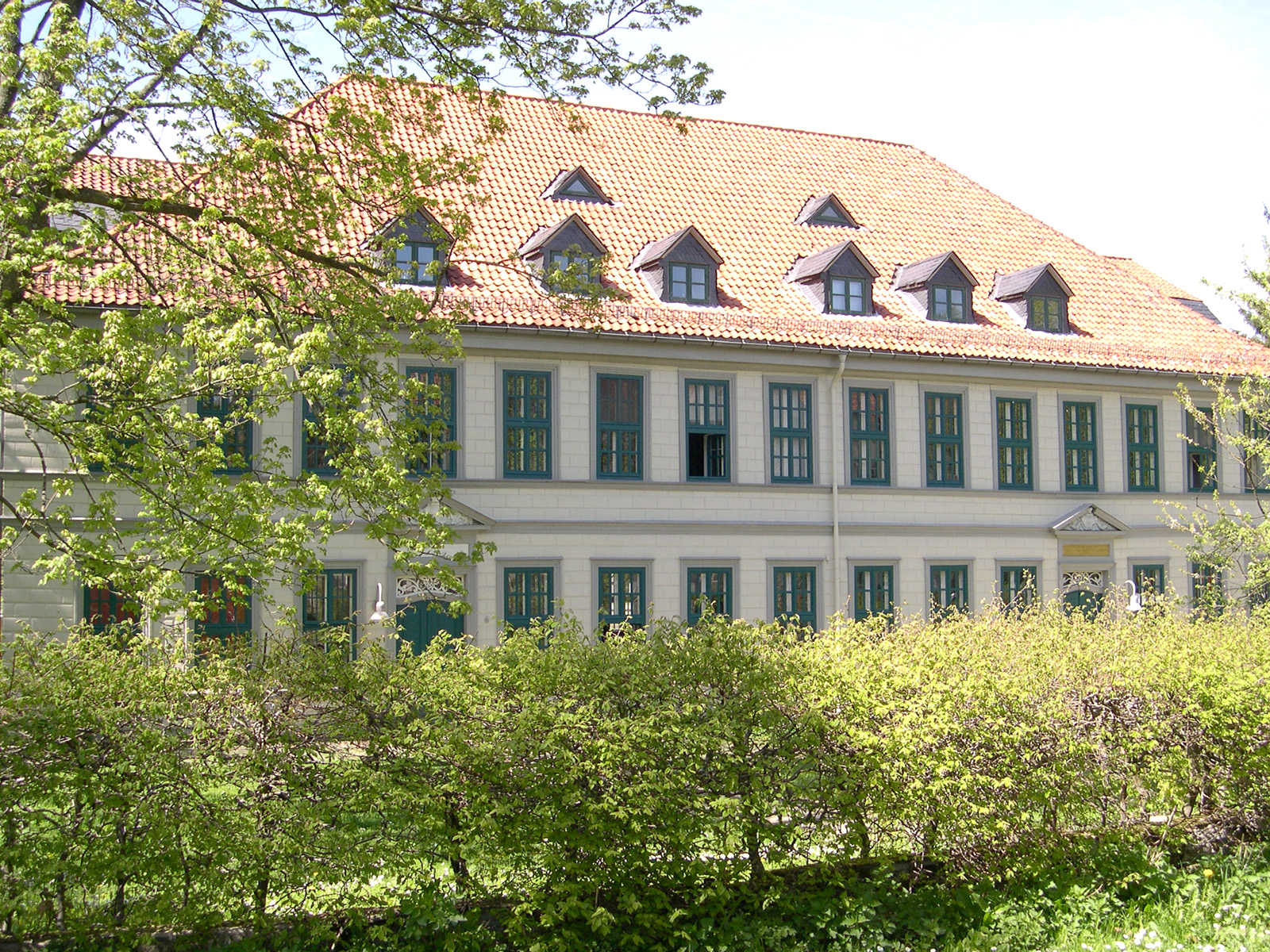
Wohnheim I der TU Clausthal, in der ehemaligen Münzstätte aus dem Jahr 1726

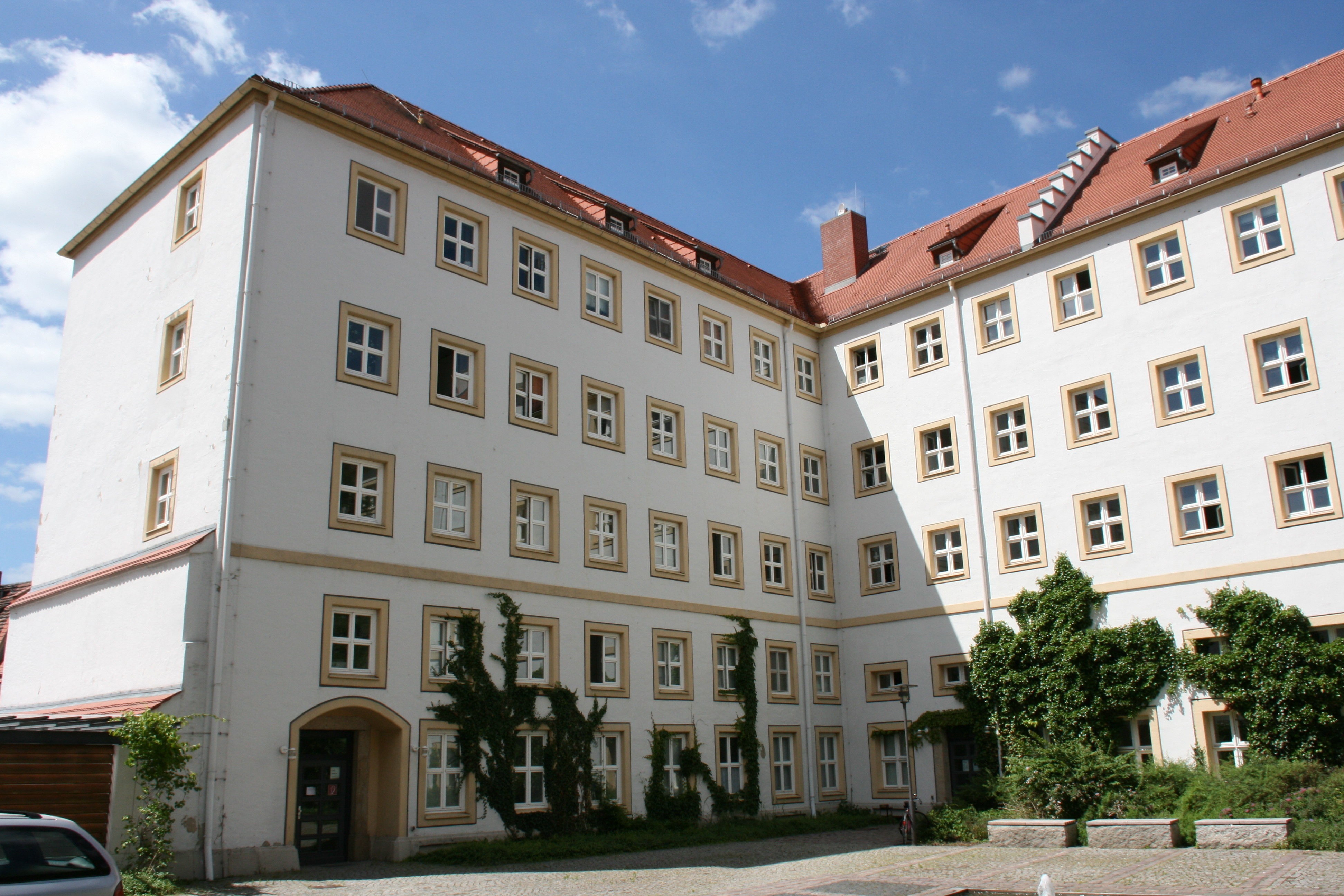
Vogtshof in Görlitz, ein Wohnheim der Hochschule Zittau/Görlitz

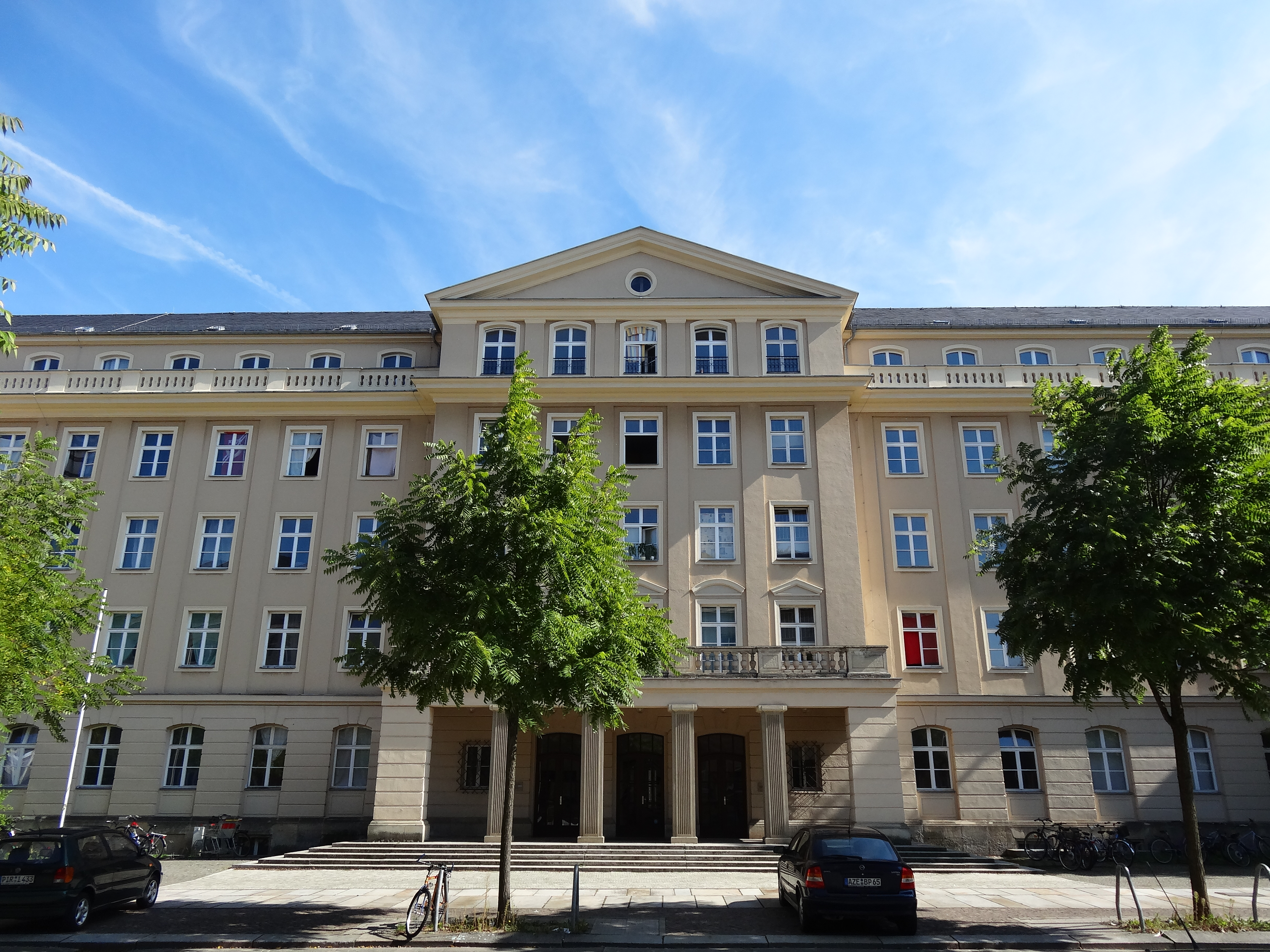
Studentenwohnheim Gutzkowstraße 29–33 in Dresden

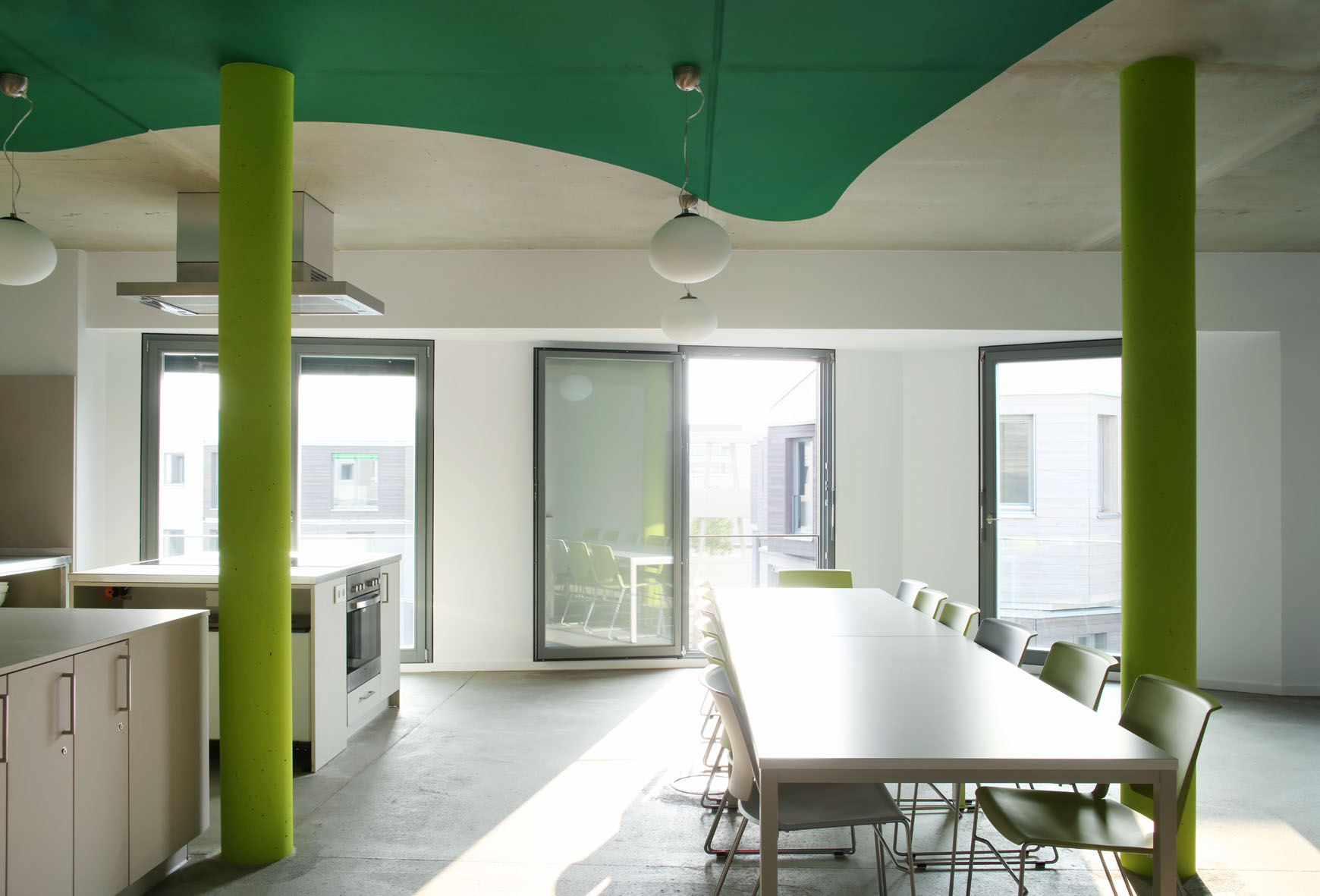
Ein Gemeinschaftsbereich im Studentendorf Adlershof in Berlin

In Deutschland gab es im Wintersemester 2021/2022 rund 240.000 Wohnheimplätze für insgesamt 2,5 Millionen Studierende.
Meist werden die deutschen Studentenwohnheime von den örtlichen Studierendenwerken betrieben. Es gibt aber auch viele selbstverwaltete, private oder kirchliche Studentenwohnheime. Die größte zusammenhängende Wohnanlage eines deutschen Studierendenwerks ist die Studentensiedlung am Seepark in Freiburg mit 2.875 Plätzen vor der Studentenstadt Freimann in München mit 2.400 Plätzen. Das größte private, selbstverwaltete Studentenwohnheim Deutschlands ist das Hans-Dickmann-Kolleg („HaDiKo“) in Karlsruhe mit 1.102 Plätzen.
In Deutschland wohnten im Sommersemester 2012 rund 10 % aller Studierenden in Wohnheimen. Das ist der niedrigste Wert seit Beginn der Erhebungen 1991 (damals: 16 %). Dieser vergleichsweise hohe Wert im Jahr 1991 war vor allem durch die Situation in den neuen Ländern bedingt; dort wurde die Zahl der Wohnheimplätze seit 1991 im Zuge von Modernisierungsmaßnahmen, bei denen Mehrbett- in Einzelzimmer umgewandelt wurden, deutlich verringert. In den alten Ländern lag der Anteil der Wohnheimnutzer bereits 1991 auf einem ähnlichen Niveau wie 2012. Die Wohnheimnutzung, so die Sozialstudie des Deutschen Studierendenwerks, hängt vor allem vom Angebot an Wohnheimplätzen ab. In Brandenburg, Bayern und Baden-Württemberg sei diese Wohnform im Ländervergleich anteilig am stärksten verbreitet, mit rund 15 %. In den Hamburg, Berlin und Bremen werden demnach nur Heimplätze für 5 % der Studierenden angeboten, sodass überwiegend auf eigene Wohnungen beziehungsweise Wohngemeinschaften ausgewichen wird. Der anteilige Rückgang der Wohnform Studentenwohnheim liegt vor allem daran, dass die Studierendenzahlen deutlich schneller steigen als die Zahl der Wohnheimplätze. Wie aus der Sozialerhebung ferner hervorgeht, bevorzugen insbesondere ältere Studenten eine eigene Wohnung.
Knapp ein Zehntel der Studierenden zieht Wohnheime anderen Wohnformen vor, wobei der Kostenfaktor eine Rolle spielt. Wohnheime des Studierendenwerks sind zur sozialen Versorgung von Studenten gedacht, die keine andere bezahlbare Unterkunft finden. Für kostengünstigen Wohnraum werden auch von privaten Anbietern beispielsweise in Berlin oder München auch Containerdörfer als beständig installiertes Wohnheim für Studenten angeboten. Im Sommersemester 2012 gaben Studierende rund 34 % ihrer monatlichen Einnahmen für das Wohnen aus, was etwa 298 Euro entspricht. Die Unterbringung in Wohnheimen ist dabei mit einer durchschnittlichen Miete von 240 Euro meist die günstigste Option.
Etwa seit Ende der 1990er-Jahre sind die meisten Studentenwohnheime mit Internetanschlüssen ausgestattet. Manche Studentenwohnheime bieten auch weitere Einrichtungen, die von den Bewohnern genutzt werden können. Hierzu zählen etwa Waschräume mit Münzwaschmaschinen, Sporteinrichtungen oder Partyräume, die von den Hausbewohnern angemietet werden können. Auch kleine Geschäfte oder Warenautomaten zur Versorgung der Bewohner sind anzutreffen.
Zu unterscheiden sind Studentenwohnheime von privatwirtschaftlich betriebenen Apartmenthäusern die grundsätzlich auch anderen Mietern offenstehen, auch wenn sich manche besonders an Studenten richten. Hierunter finden sich vor allem in den großen Universitätsstädten auch Anbieter mit exklusiven Angeboten, die teurer sind als die öffentlich geförderten Einrichtungen.
| Die größten Heimträger in Deutschland | Anzahl der Heime | Anzahl der Heimplätze (ca.) |
| --- | ---------------- | --------------------------- |
| deutsche Studierendenwerke insgesamt | 1125 (ca.)       | 184.250                     |
| Studierendenwerk Aachen | 21               | 4.441                       |
| Studierendenwerk Augsburg | 8                | 1.900                       |
| Studierendenwerk Berlin | 35               | 9.500                       |
| Studierendenwerk Bielefeld | 17               | 2.600                       |
| Akademisches Förderungswerk (Bochum) | 20               | 4.100                       |
| Studierendenwerk Bodensee | 18               | 2.947                       |
| Studierendenwerk Bonn | 35               | 3.800                       |
| Studierendenwerk Bremen | 12               | 1.872                       |
| Studentenwerk Chemnitz-Zwickau | 13               | 3.115 (Stand 2006)          |
| Studierendenwerk Darmstadt | 14               | 2.814                       |
| Studierendenwerk Dortmund | 16               | 2.800                       |
| Studentenwerk Dresden | 35               | 7.600                       |
| Studierendenwerk Düsseldorf | 23               | 3.900                       |
| Studierendenwerk Erlangen-Nürnberg | 22               | 3.700                       |
| Studierendenwerk Essen-Duisburg | 16               | 2.450                       |
| Studierendenwerk Frankfurt am Main | 19               | 2.086                       |
| Studentenwerk Frankfurt (Oder) | 18               | 3.754                       |
| Studentenwerk Freiberg | 5                | 1.430                       |
| Studierendenwerk Freiburg | 18               | 6.312 (Stand Juli 2025)     |
| Studentenwerk Gießen | 10               | 2.850                       |
| Studentenwerk Göttingen | 27               | 4.500                       |
| Studierendenwerk Greifswald | 8                | 1.718                       |
| Studentenwerk Halle | 27               | 3.366                       |
| Studierendenwerk Hamburg | 23               | 3.950                       |
| Studentenwerk Hannover | 15               | 2.300                       |
| Studierendenwerk Heidelberg | 65               | 4.800                       |
| Studierendenwerk Kaiserslautern | 24               | 2.044                       |
| Studierendenwerk Karlsruhe | 22               | 2.790                       |
| Studierendenwohnheim des Karlsruher Instituts für Technologie (KIT)                                                                               | 4                | 1.380                       |
| Kölner Studierendenwerk | 86               | 4.700                       |
| Studentenwerk Leipzig | 18               | 5.237                       |
| Studentenwerk Magdeburg | 18               | 1.778                       |
| Studierendenwerk Mainz | 11               | 4.180                       |
| Studierendenwerk Mannheim | 19               | 3.082                       |
| Studentenwerk Marburg | 13               | 2.100                       |
| Studierendenwerk München Oberbayern | 31               | 11.000                      |
| Studierendenwerk Münster | 22               | 5.300                       |
| Studentenwerk Niederbayern/Oberpfalz | 17               | 2.396                       |
| Studierendenwerk Oberfranken | 15               | 2.140                       |
| Studentenwerk Oldenburg | 15               | 2.052                       |
| Studentenwerk Osnabrück | 26               | 1.700                       |
| Studierendenwerk OstNiedersachsen | 37               | 4.630                       |
| Studierendenwerk Paderborn | 4                | 1.482                       |
| Studentenwerk Potsdam | 10               | 2.939                       |
| Studierendenwerk Rostock-Wismar | 12               | 2.106                       |
| Studentenwerk im Saarland | 9                | 1.036                       |
| Studentenwerk Schleswig-Holstein | 19               | 2.967                       |
| Studierendenwerk Stuttgart | 36               | 7.200                       |
| Studierendenwerk Thüringen | 64               | 7.400                       |
| Studierendenwerk Trier | 5                | 1.533                       |
| Studierendenwerk Tübingen-Hohenheim | 48               | 5.600                       |
| Studierendenwerk Ulm | 11               | 1.800                       |
| Studierendenwerk Wuppertal | 16               | 1.085                       |
| Studierendenwerk Würzburg | 20               | 3.748                       |
| Quelle: jeweilige Online-Veröffentlichungen der Studierendenwerke, Stand Juli 2014 Berücksichtigt wurden nur Träger mit mehr als 1000 Wohnplätzen |                  |                             |

### Österreich
2021 gab es in Österreich 237 Studentenheime mit 35.117 Heimplätzen. Die Heimträger sind meist private Organisationen. Viele von ihnen haben ein enges Verhältnis zu politischen Parteien, Interessenvertretungen, Gebietskörperschaften oder kirchlichen Einrichtungen. Sie arbeiten gemeinnützig und sind nicht profitorientiert. Die meisten Heimträger betreiben nur ein Wohnheim, allerdings gibt es auch Heimträger, die zehn und mehr Heime führen.
Studentenwohnheime gibt es in den Universitäts- und Fachhochschulstandorten Wien, Graz, Salzburg, Innsbruck, Linz, St. Pölten, Leoben, Klagenfurt, Hagenberg im Mühlkreis, Dornbirn, Wiener Neustadt und Eisenstadt.
| Die größten Heimträger in Österreich                                    | Anzahl der Heime | Anzahl der Heimplätze |
| ----------------------------------------------------------------------- | ---------------- | --------------------- |
| Akademikerhilfe                                                         | 36               | 4700                  |
| STUWO Gemeinnützige Studentenwohnbau AG                                 | 21               | 4200                  |
| Österreichische Jungarbeiterbewegung                                    | 20               | 3800                  |
| Österreichische Studentenförderungsstiftung                             | 15               | 1999                  |
| Kuratorium für die Errichtung von Adolf Schärf Studentenheimen          | 6                | 1623                  |
| Wirtschaftshilfe der Arbeiterstudenten                                  | 9                | 852                   |
| Wirtschaftshilfe Bundesländer (gesamt)                                  | 24               | 3144                  |
| Stand 2001/02 bzw. 2005/06, Tochtergesellschaften nicht berücksichtigt. |                  |                       |

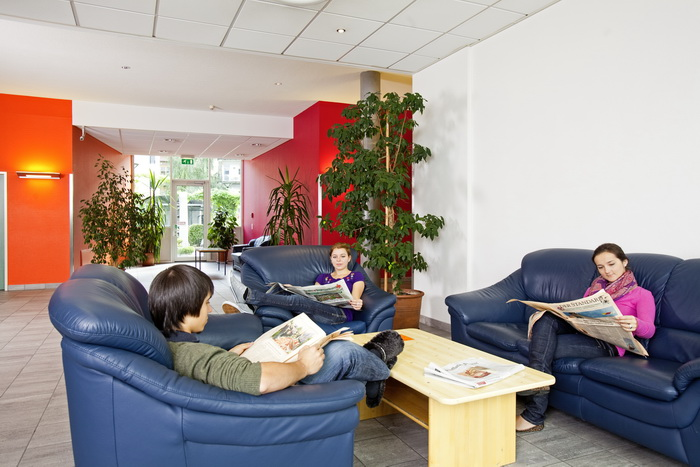
Internationales Studentenhaus Innsbruck mit Platz für 670 Studierende, eine Leseecke

Laut der Studierenden-Sozialerhebung 2006 wohnten 9,9 Prozent der Studierenden in Studentenwohnheimen. Die durchschnittlichen Wohnkosten betragen österreichweit 232 Euro (zum Vergleich: Studenten in Wohngemeinschaften: 277 Euro, Studenten mit eigenem Haushalt: 347 Euro).
Im Jahr 1998 wohnten noch 11 Prozent der österreichischen Studenten in Studentenwohnheimen. Ihre monatlichen Wohnkosten beliefen sich dabei im Durchschnitt auf 2690 Schilling (zum Vergleich: Studenten in Wohngemeinschaften: 3470 Schilling; Studenten mit eigenem Haushalt: 4220 Schilling).
Die Investitionsförderungen für Studentenwohnheime durch die öffentliche Hand wird zur „indirekten Studentenförderung“ gezählt.
Grundsätzliche gesetzliche Regelungen für das Leben in Studentenwohnheimen sind seit 1986 durch das Studentenheimgesetz (BGBl. 291/1986) festgelegt.

### Nordamerika
In Nordamerika werden Studentenwohnheime meist direkt von den Universitäten betrieben, wobei die Wohndauer oft an die Semesterzeiten gekoppelt ist. Außerhalb der Semesterzeiten werden die Unterkünfte teilweise anderweitig genutzt, zum Beispiel als Ferienunterkunft. Zwei- und Dreibettzimmer sind weitaus üblicher als Einzelzimmer. Die Mehrzahl der Zimmer hat keine eigene Nasszelle. Küchen sind häufig überhaupt nicht vorhanden. In vielen Hochschulen sind Studenten unterschiedlicher Klassenstufen (Freshmen, Sophomores, Juniors und Seniors) räumlich getrennt untergebracht, wobei der Wohnkomfort gegen Ende des Studiums gewöhnlich höher ist als am Anfang.
„Room & Board“ (Wohnheim und Mensa) wird zu einem Festpreis abgerechnet, der in der Studienfinanzierung und -förderung in den Vereinigten Staaten neben den Studiengebühren einen erheblichen Faktor darstellt.